# Pfarrkirche Obermühlbach

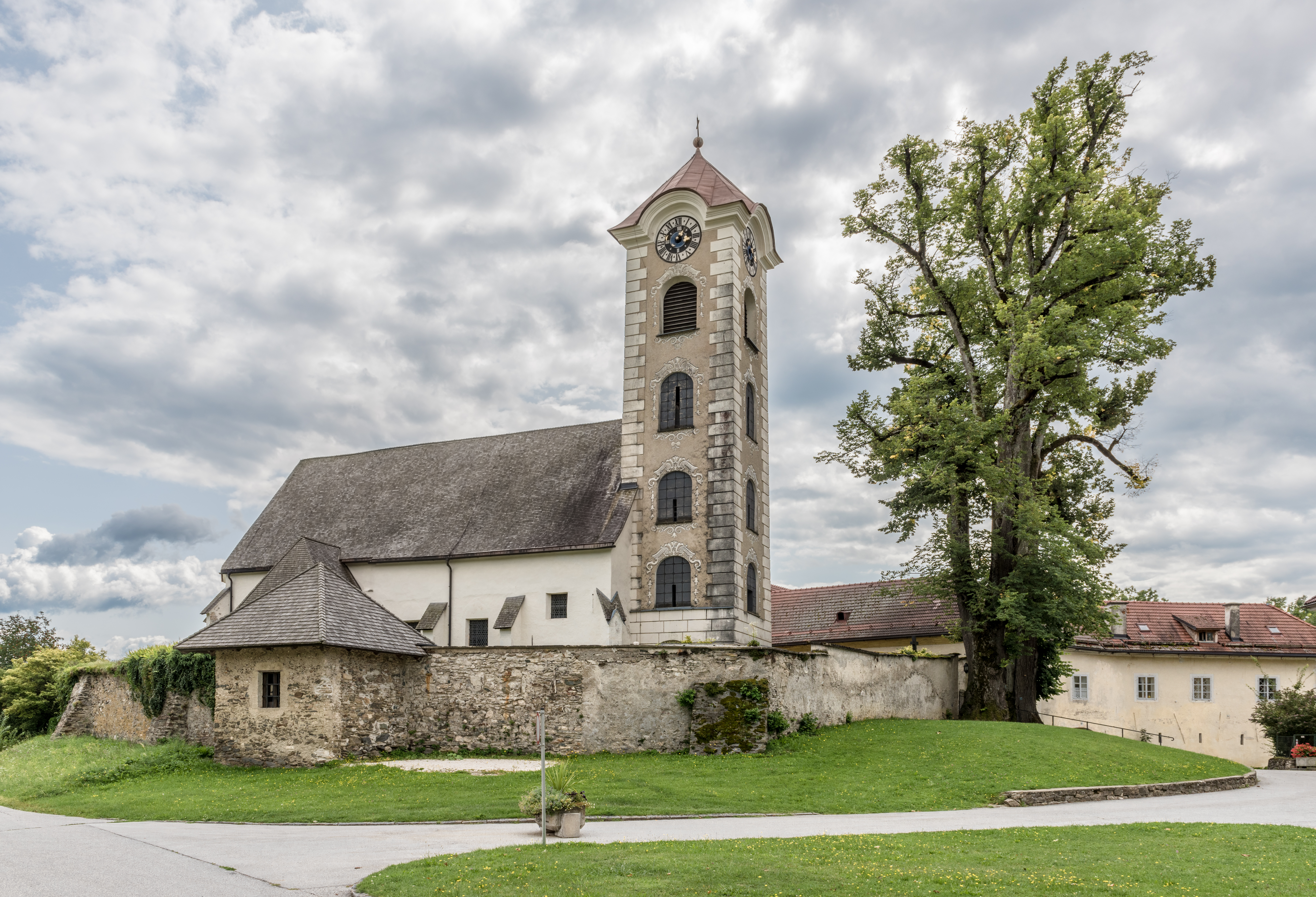
Katholische Pfarrkirche hl. Georg in Obermühlbach

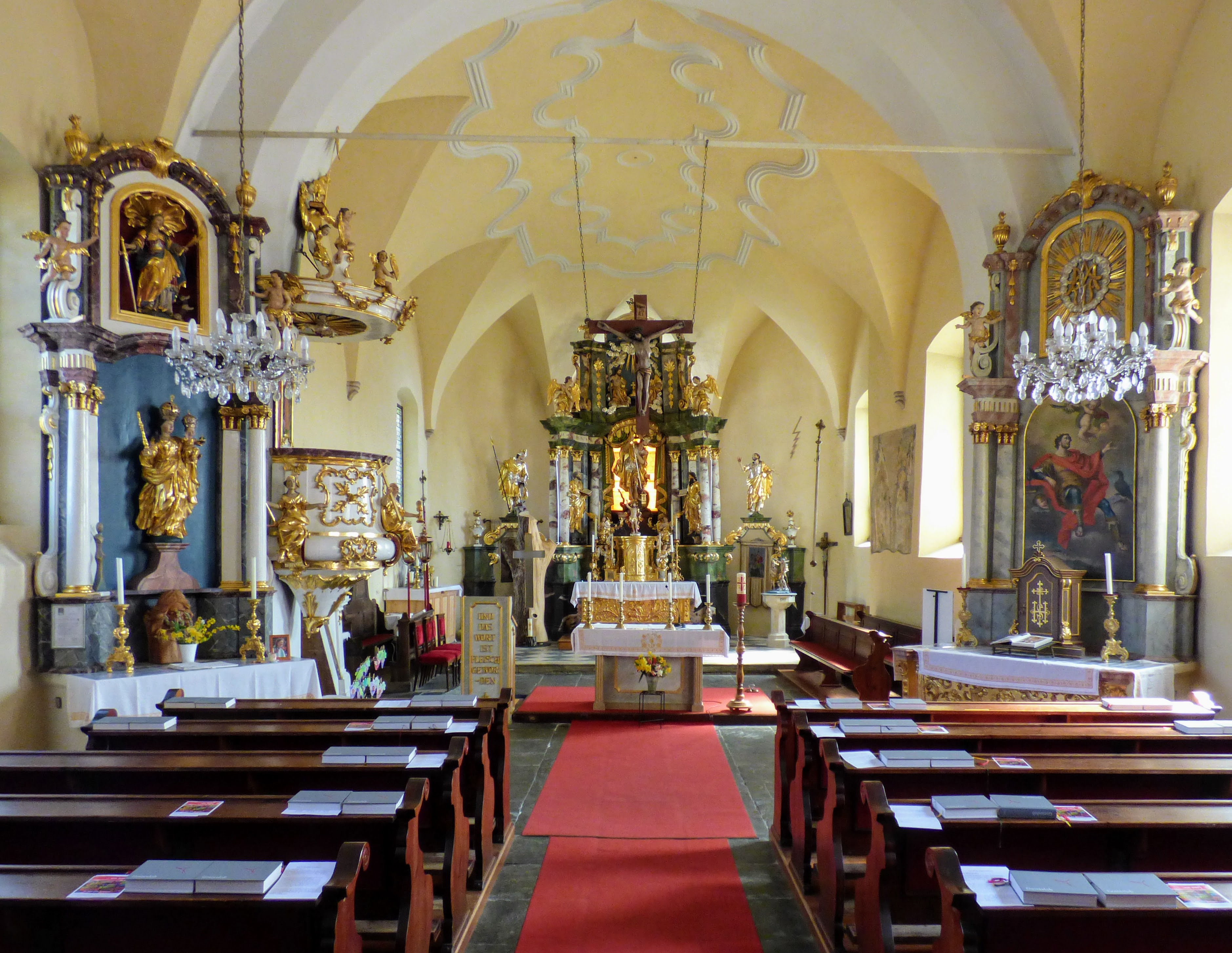
Langhaus, zum Chor

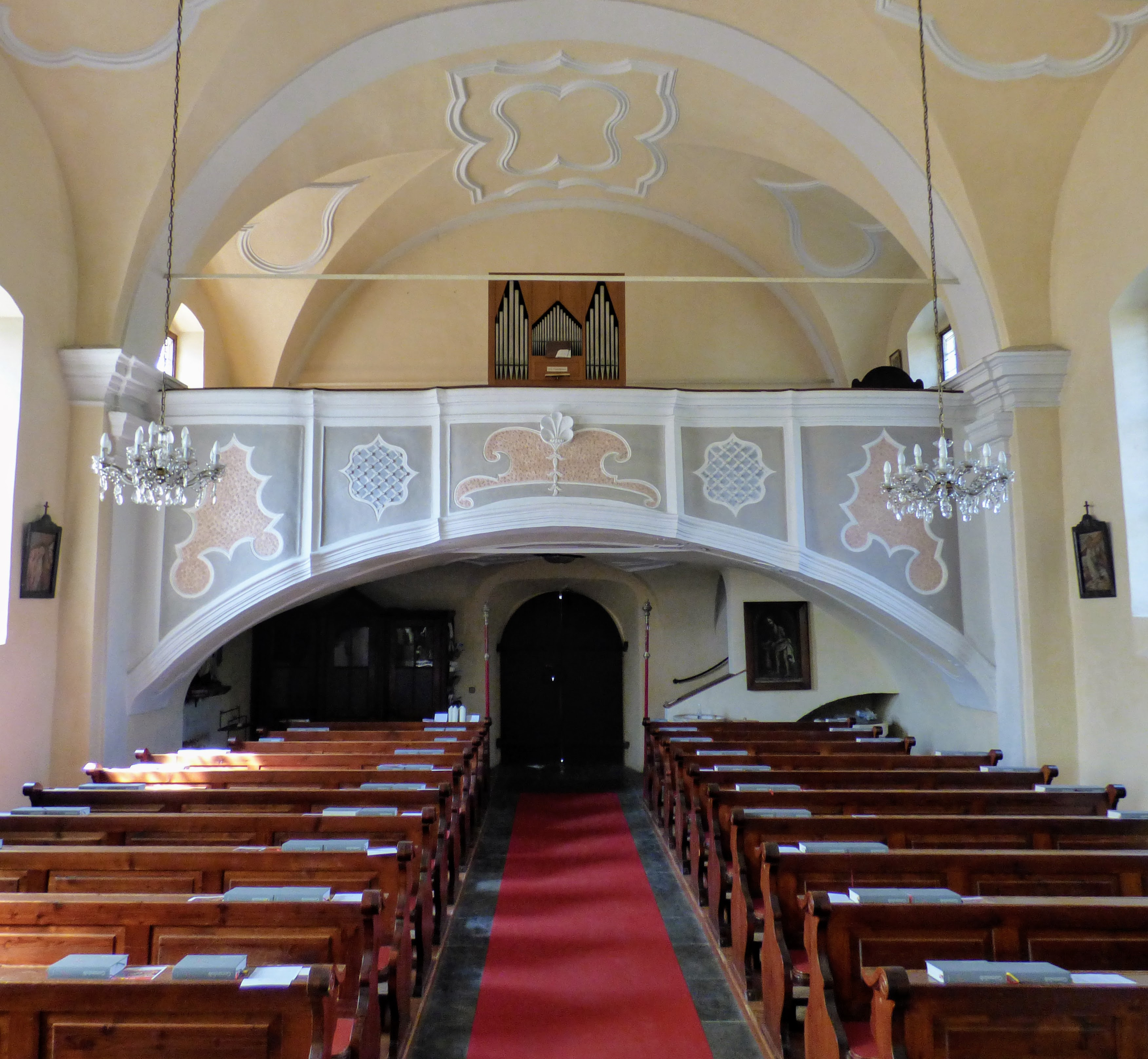
Langhaus, zur Orgelempore

Die Pfarrkirche Obermühlbach steht im Ort Obermühlbach in der Gemeinde Frauenstein im Bezirk Sankt Veit an der Glan in Kärnten. Die auf den heiligen Georg geweihte römisch-katholische Pfarrkirche gehört zum Dekanat St. Veit an der Glan in der Diözese Gurk-Klagenfurt. Die Kirche und der Kirchhof stehen unter Denkmalschutz (Listeneintrag).

## Geschichte
1072 bzw. urkundlich 1131 eine Urpfarre von Gurk.
Der gotische Kirchenbau des 15. Jahrhunderts wurde barockisiert. Anstelle des ehemals gotischen Turm steht heute eine barocke Sakristei. Der mächtige vermutlich barocke Westturm wurde nach 1759 verändert. 1998 war eine Restaurierung.

## Architektur
Der vorgestellte viergeschoßige barocke Westturm steht auf vier Pfeilern und zeigt Blendfenster und Putzdekor. Langhaus und Chor sind kaum voneinander abgesetzt, der Chor mit Strebepfeilern ist mit Steinplattln gedeckt. Neben dem westlichen Eingang befindet sich eine Nische mit gotischen Gittern.
Das Kircheninnere zeigt sich mit einem Langhaus unter einer barocken Stichkappentonne. Die barocke Empore zeigt an der Brüstung Stuckfelder. Der breite halbrunde Triumphbogen ist im Kern gotisch. Der einjochige Chor mit einem Fünfachtelschluss hat ein gotisches barockisiertes Gewölbe auf Konsolen, ein schulterbogiges gotisches Portal führt in die nördlich angebaute Sakristei. Die Fenster sind barock.

## Ausstattung
Der barocke Hochaltar trägt Schnitzfiguren von Johann Pacher 1769 in einer Fassung von Franz Höcher 1772, mittig Georg, seitlich Peter und Paul, im Aufsatz Dreifaltigkeit, die ursprünglich dem Hochaltar zugehörige Figuren Achatus und Florian befinden sich nun seitlich in Nischen.
Die Orgel entstand um 1700. Eine Glocke nennt 1494, eine Glocke nennt Josef Gosmatschin 1759, eine Glocke hat keine Nennung. Drei Glocken goss Grassmayer 1985.

## Grabdenkmäler
- In der westlichen Außenmauer mit Opus spicatum sind zahlreiche Spolien von römerzeitlichen Grabbauten mit pflanzlichen und figuralen Darstellungen vermauert, die Reliefs sind teils stark zerstört, darunter vermutlich eine Attis- und eine Mänadendarstellung sowie ein Pilaster mit Akanthusrelief.
- In der Außenmauer des Chorschlusses befinden sich zwei Grabbaureliefs mit Dienerdarstellungen, davon links ein Schreiber.